# راعوث الموآبية

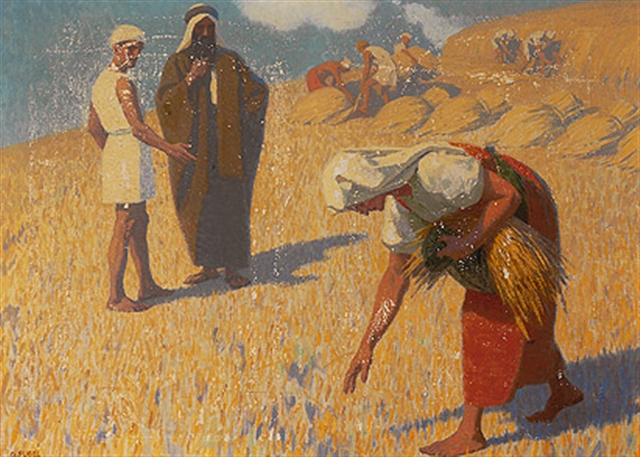
راعوث تحصد أمام بوعز

راعوث هي أحد شخصيات الكتاب المقدس وهي الشخصية الرئيسية في سفر راعوث.
وهو أول سفر مسمى باسم إمراة نظرا للرتبة الفائقة التي وصلت إليها راعوث
تذكر في إنجيل متى كأحد أسلاف يسوع هي امرأة موآبية وهي أيضًا زوجة بوعز جد أب الملك داوود

## قصة راعوث

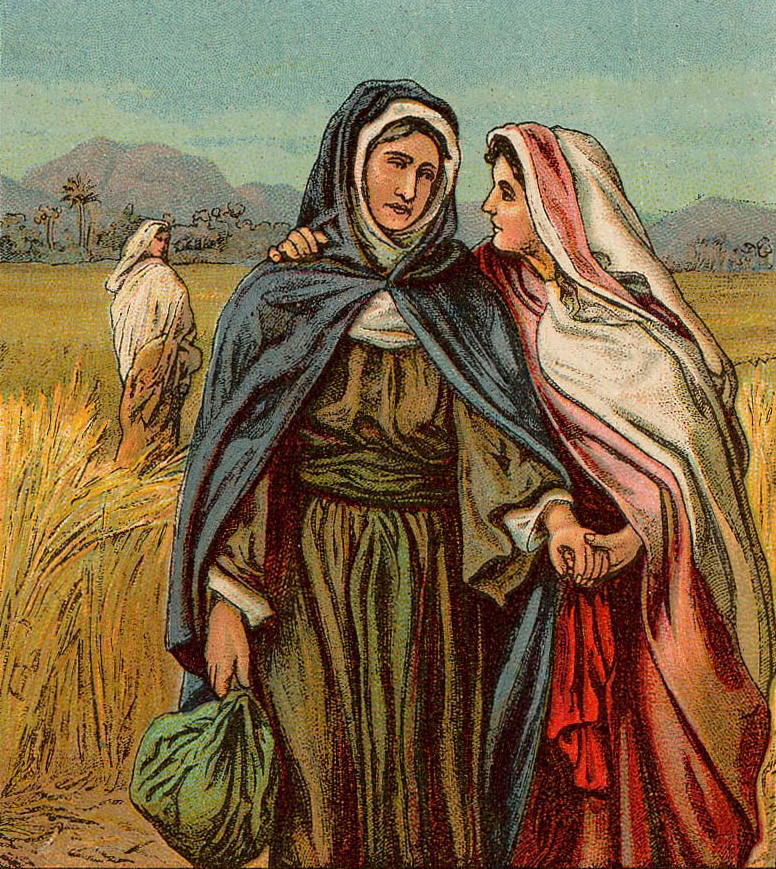
اختيار راعوث الحكيم بالبقاء مع حماتها نعمي: "شعبك شعبي وإلهك إلهي" - راعوث 1: 16

### الهجرة والعودة
هذه الأحداث قد وقعت خلال حكم القضاة؛ إن أليمالك مع زوجته نعمي وإبنيه محلون وكيلون وهم يهود من سبط يهوذا يقطنون في بيت لحم، قد هاجروا بنتيجة القحط ضرب بني إسرائيل إلى أرض موآب التي تقع إلى الجنوب في البحر الميت؛ ويبدو أن مكوثهم قد طال بحيث توفي أليمالك وتزوج ابنهما محلون وكليون من نساء موآبيات هما عرفة وراعوث وقد استمر زواجهما عشر سنوات، ثم مات محلون وكليون فقررت نعمي العودة إلى بيت لحم لأنها سمعت أن القحط والمجاعة قد زالا من أرض يهوذا، فرافقتها كنتاها وخلال الطريق: قالت نعمي لكنتيها اذهبا وإرجعا كل واحدة إلى بيت أمها وليصنع لكما الرب معكما إحسانًا كما صنعتما بالموتى وبي، وليعطيكما الرب أن تجدا الراحة كل واحدة في بيت رجلها.
لكن راعوث ونعمة رفضتا ذلك في البداية فأصرت نعمي: أرجعا يا بنتيّ، لماذا تذهبان معي؟ هل في أحشائي بنون ليكون لكما رجالاً؟  عندها عادت عرفة ولكن راعوث رفضت وأصرت على البقاء مع حماتها: لا تلحي عليّ أن أتركك وأرجع عنك، لأنه حيثما ذهبت أذهب، وحيثما بتّ أبت، شعبك شعبي وإلهك إلهي. فوافقت نعمي على اصطحاب راعوث معها، وعندما دخلت إلى بيت لحم تحركت واستغربت المدينة كلها بسبب عودتها لأن الكل توقع أن تدخل نعمى بأولادها وزوجها وأحفادها ومعها خيرات كثيرة ولكنها رجعت فارغة تمامًا فهي توفي لها أبنائها وزوجها
فأخذت نعمي تندب حظها: قالت لهم لا تدعوني نعمي بل أدعوني مرة لأن القدير قد أمرني جدا. إني ذهبت ممتلئة وأرجعني الرب فارغة لماذا تدعونني نعمي والرب قد أذلني والقدير قد كسرني.

### بوعز

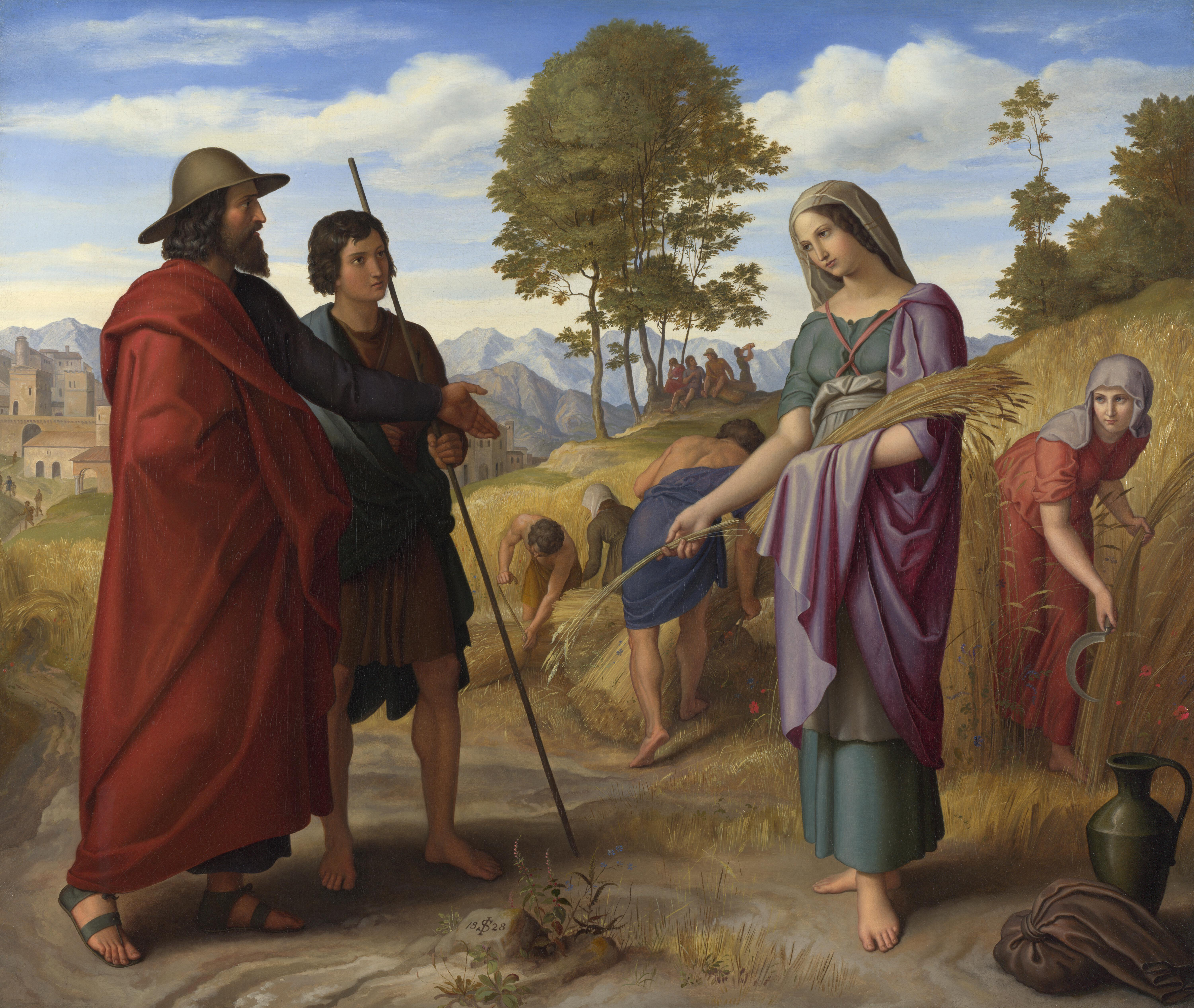
اللقاء الأول بين راعوث وبوعز في حقله، لوحة لجوليوس كارولسفيلد، 1828.

إثر استقرارها في بيت لحم طلبت راعوث من حماتها أن تذهب للعمل في حصاد الشعير، فاهتدت إلى حقل خاص لأحد أقارب حماتها نعمي اسمه بوعز، وعندما عرف بوعز من هي طلب منها البقاء في الحقل والعمل دائمًا لديه، ثم أوصى سائر العمال والمشرفين عليهم بالاهتمام الخاص بها، إثر ذلك سقطت راعوث على وجهها وسجدت إلى الأرض، وقالت له كيف وجدت نعمة في عينيك حتى تنظر إليّ وأنا غريبة. فأجاب بوعز وقال لها: إنني قد أخبرت بكل ما فعلت بحماتك بعد موت رجلك، حتى تركت أباك وأمك وأرض مولدك وسرت إلى شعب لم تعرفيه من قبل. وعندما عادت في المساء إلى حماتها وأخبرتها، تهللت نعمي للمرة الأولى وأخبرت راعوث أن بوعز هو الوليّ الثاني لهما.

### زواج راعوث من بوعز
عند نهاية موسم الحصاد، طلبت نعمي من راعوث أن تغتسل وتضع طيوبًا على جدسها ثم تذهب إلى منزل بوعز وتضطجع عند قدميه، ففعلت راعوث ما طلبت نعمي منها، وعندما سألها بوعز من أنت؟ كشفت له عن نفسها وطلبت منه الزواج بها، وفق الشريعة اليهودية، فامتدحها بوعز، ثم سأل وليها الأول الذي لا عنه شيءًا أن يشتري حصة نعمي من الحقل وأخبره أن عليه الزواج من راعوث مع شراءه الحقل، وذلك وفق أحكام الشريعة اليهودية، التي تنص على زواج الأرملة من أقرب أقرباء زوجها الذكور ليستمر اسمه في الأرض، فرفض الولي ذلك وإذ ذاك انتقل الأمر إلى بوعز الذي تزوج راعوث واشترى الحقل، وعندما أخبر بوعز الشعب بذلك فرحوا: فليجعل الرب المرأة الداخلة إلى بيتك كراحيل وليئة اللتين بنتا بيت إسرائيل.
راعوث قد حبلت من زوجها بوعز، في حين هنأت النساء في بيت لحم نعمي: لأن كنتك قد أحبتك، وهي غير لك من سبعة بنين. والولد الذي أنجبته راعوث هو عوبيد والد يسى والد الملك داود،

## راعوث رمز للكنيسة
ييؤمن المسيحيون أن راعوث هي رمز إلى كنيسة الأمم وخلاص غير اليهود
في حين أن بوعز رمز ليسوع الذي هو المسيح 

## مواقع خارجية
- سفر راعوث.
- تفسير سفر راعوث من منتديات الكنيسة.

| سبقه سفر القضاة | العهد القديم | تبعه سفر صموئيل الأول |